# Ordis
Ordis è un comune spagnolo di 342 abitanti situato nella comunità autonoma della Catalogna.